# Sabanagrande (Honduras)
Sabanagrande (uit het Spaans: "Grote vlakte") is een gemeente (gemeentecode 0816) in het departement Francisco Morazán in Honduras.
De plaats ligt aan de weg die van Tegucigalpa naar San Lorenzo leidt. In de gemeente wordt maïs en bonen geteeld en wordt vee gehouden.
Elk jaar wordt in augustus het Festival van de Rosquilla (een soort hartige donut) gehouden.

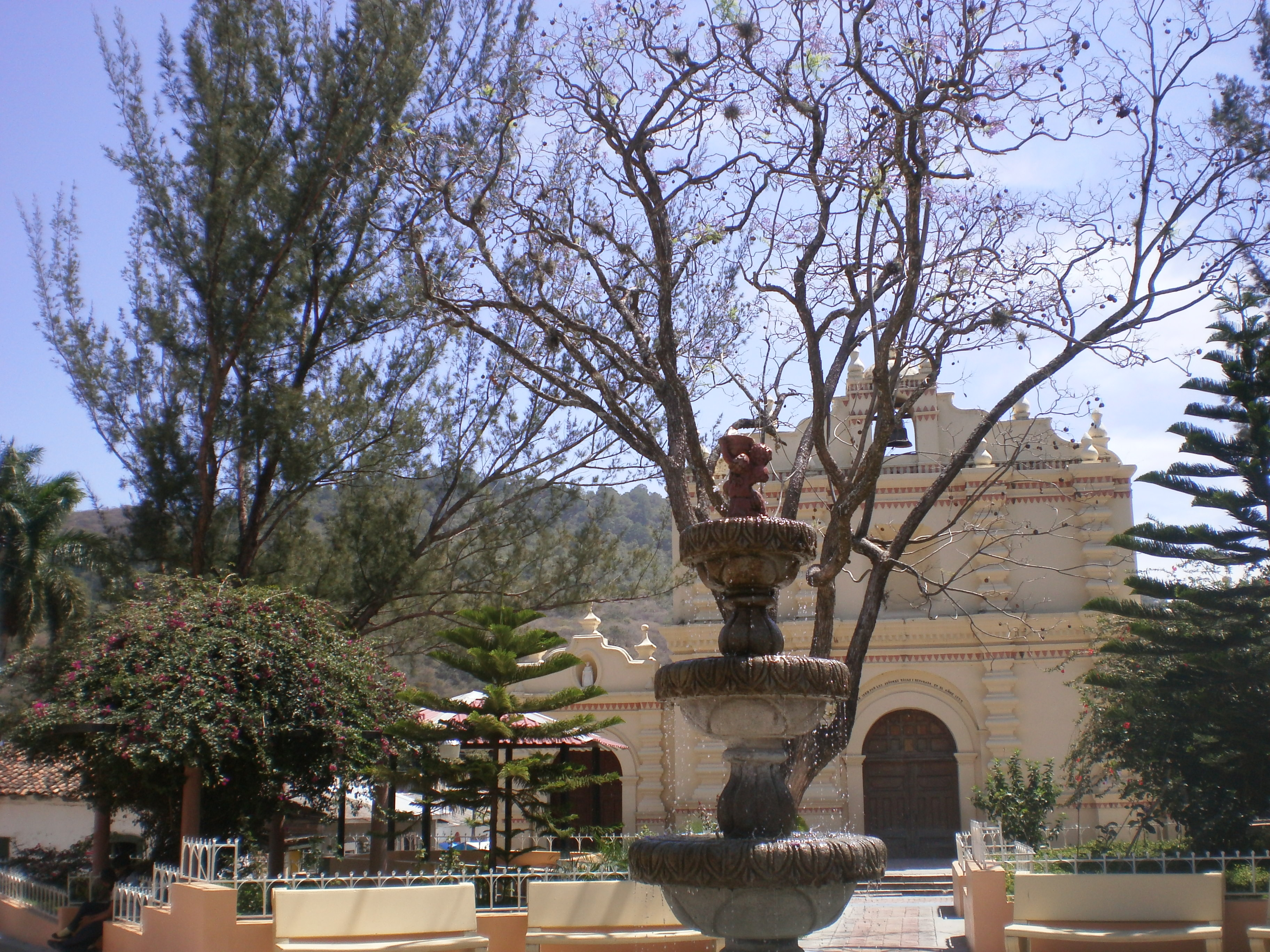
Park van Sabanagrande

## Geschiedenis
In 1739 kregen de vaandrigs Cristóbal Núñez, Gregorio Sánchez en Antonio Corella, afkomstig uit Ojojona, in dit gebied een stuk grond in handen. Dit noemden ze Nuestra Señora del Rosario de Apacunca (Spaans: Nuestra Señora del Rosario = Onze Lieve Vrouwe van de Rozenkrans; Nahuatl: Apacunca = "Plaats met water om te wassen"). Zij bouwden daar huizen en veekralen. In 1750 kwam er nog een stuk land in handen van Florencio Núñez en Antonio de Avila
In deze tijd kwamen er nog meer Spanjaarden. Zij ontdekten op 3 km van het dorp een mijn die ze San Marcos noemden. Ook stichtten 5 Spaanse broers met de achternaam Rosa het landgoed Hato Grande. Zij bouwden de kerk in het dorp, die in 1809 gereed kwam.

## Bevolking
De bevolking is als volgt verdeeld:
| Vrouwen | 10.745 | 50,1% |
| Mannen  | 10.700 | 49,9% |

## Dorpen
De gemeente bestaat uit veertien dorpen (aldea), waarvan de grootste qua inwoneraantal: Sabanagrande (code 081601), La Ceiba (081609) en La Trinidad (081610).